# Söderboda
Söderboda is een plaats in de gemeente Östhammar in het landschap Uppland en de provincie Uppsala län in Zweden. De plaats heeft 66 inwoners (2005) en een oppervlakte van 30 hectare.